# Lijst van plaatsen op Kreta
Hieronder volgt een lijst van plaatsen en gemeenten op het Griekse eiland Kreta, alfabetisch gerangschikt:

## A
- Agia Galini
- Agia Roumeli
- Agios Nikolaos
- Alithini
- Anopolis
- Agios-Stéfanos

## B
- Bali (Kreta)

## C
- Chania
- Chersonissos
- Chora Sfakion

## E
- Eleftherina
- Elounda

## F
- Finikas
- Frangokastello

## G
- Galia
- Georgioupolis
- Gra Ligia

## I
- Ierapetra
- Iraklion

## K
- Kapariana
- Kato Zakros
- Kissamos
- Kouses
- Kritsa
- Koutouloufari

## L
- Loutro

## M
- Malia (Griekenland)
- Matala
- Mires
- Mirthios
- Mirtos
- Makri yialos

## N
- Neapolis

## P
- Paleochora
- Panormos
- Pelekanos
- Peri
- Petrokefali
- Pigaidakia
- Plakias
- Pombia

## R
- Rethimnon
- Roufas

## S
- Sfakia
- Sises
- Sisi
- Sitia
- Spili
- Stomio

## T
- Timbaki

## V
- Vai

## Z
- Zoniana